# Ubuntu Mobile
Ubuntu Mobile – stworzona od podstaw wersja systemu Ubuntu – popularnej dystrybucji Linuksa, przeznaczona na przenośne urządzenia internetowe.
Posiada przeglądarkę www (obsługującą technologie AJAX, Adobe Flash oraz java), GPS, centrum multimedialne: odtwarzacz muzyki, przeglądarka zdjęć oraz gry 3D.
Używa frameworka Hildon opartego na GNOME jako GUI.

## Ubuntu Netbook Remix
Ubuntu Netbook Remix jest bazowane na Ubuntu edycji mobilnej i jest stworzone specjalnie dla netbooków.